# Elecciones legislativas de Mayotte de 2004
Elecciones legislativas tuvieron lugar en Mayotte entre el 21 y 28 de marzo de 2004. La rama mayotesa de Unión por un Movimiento Popular obtuvo la mayoría de los escaños pese a obtener menos votos que el Movimiento Departamentalista de Mahoré.

## Resultados
| Partidos | Votos | %    | Escaños |
| --- | ----- | ---- | ------- |
| Movimiento Departamentalista de Mahoré (Mouvement Départementaliste Mahorais)                                    |       | 23.3 | 6       |
| Unión por un Movimiento Popular (Union pour un Mouvement Populaire)                                              |       | 22.8 | 9       |
| Partido Socialista (Parti Socialiste)                                                                            |       | 10.2 | -       |
| Movimiento Republicano y Ciudadano (Mouvement Républicain et Citoyen)                                            |       | 8.9  | 2       |
| Fuerza para la Manifestación y la Alianza por el Progreso (Force de Rassemblement et d'Alliance pour le Progrès) |       | 6.5  | -       |
| Mahoré People's Movement (Mouvement populaire mahorais)                                                          |       | 1.2  | 1       |
| Divers gauche |       | .    | 1       |
| Total |       |      | 19      |
| Fuente: Jerome Sterkers citando a los principales periódicos franceses.                                          |       |      |         |